# Epictia undecimstriata
Epictia undecimstriata — вид змій родини струнких сліпунів (Leptotyphlopidae). Ендемік Болівії.

## Поширення і екологія
Epictia undecimstriata відомі за типовим зразком, зібраним в околицях Санта-Круса-де-ла-Сьєрри.